# Kenny Roberts

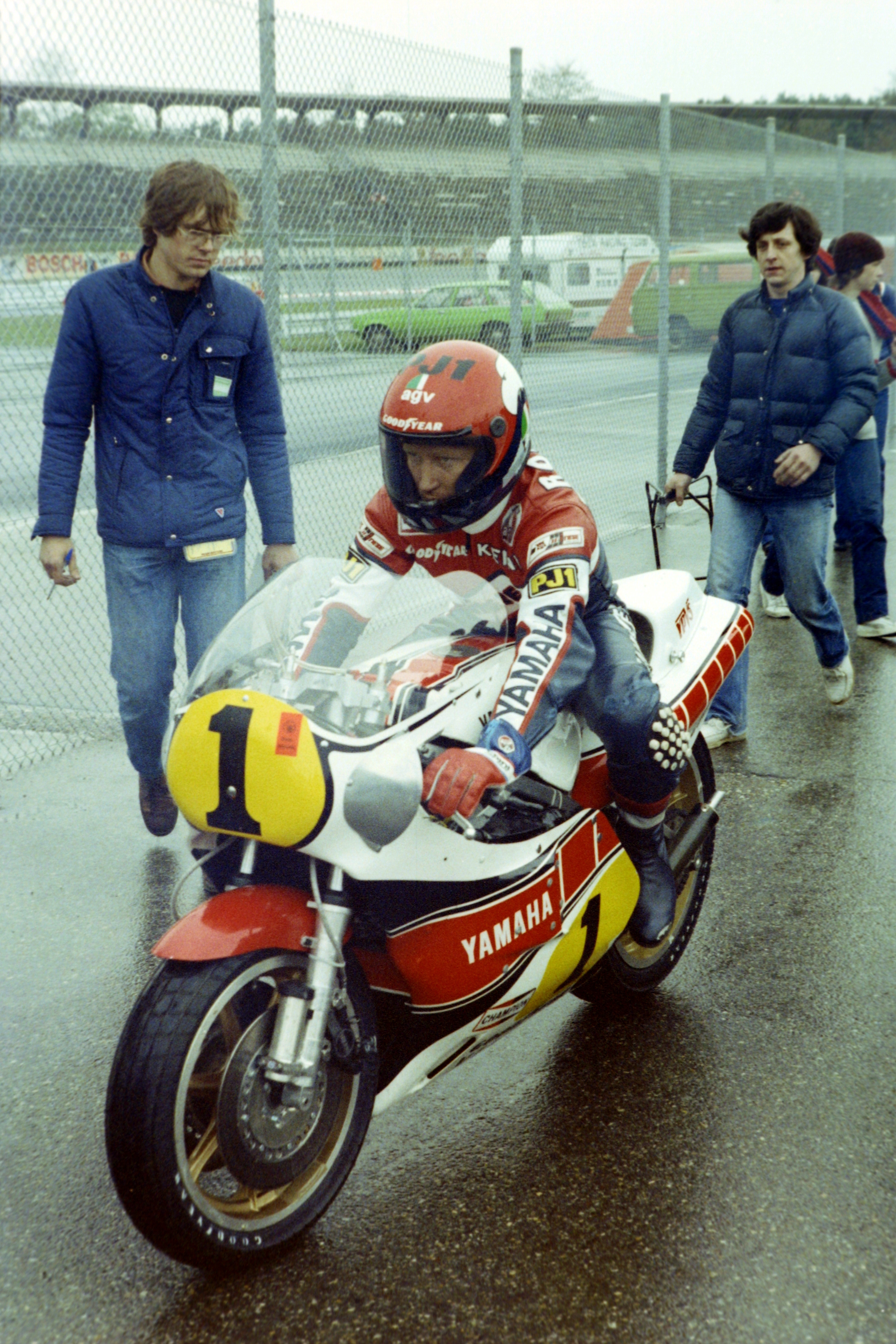
Kenny Roberts, Västtysklands GP 1981 på Hockenheimring.

Kenny Leroy Roberts, född 31 december 1951 i Modesto, är en amerikansk motorcyklist. 
Roberts blev världsmästare i roadracingens 500-kubiksklass säsongerna 1978, 1979 och 1980. Han är sedan 1990-talet verksam som teamchef och motorcykelkonstruktör i sitt Team KR. 
Roberts blev för sina insatser invald i International Motorsports Hall of Fame 1992.
Hans äldste son, Kenny Roberts Jr, blev världsmästare i 500cc-klassen på en Suzuki 2000. Sonen var förare i faderns stall i MotoGP 2006-2007.
| Nr | Grand Prix     | År   |
| -- | -------------- | ---- |
| 1  | Österrike      | 1978 |
| 2  | Frankrike      | 1978 |
| 3  | Italien        | 1978 |
| 4  | Storbritannien | 1978 |
| 5  | Österrike      | 1979 |
| 6  | Italien        | 1979 |
| 7  | Spanien        | 1979 |
| 8  | Jugoslavien    | 1979 |
| 9  | Storbritannien | 1979 |
| 10 | Italien        | 1980 |
| 11 | Spanien        | 1980 |
| 12 | Frankrike      | 1980 |
| 13 | Västtyskland   | 1981 |
| 14 | Italien        | 1981 |
| 15 | Argentina      | 1982 |
| 16 | Spanien        | 1982 |
| 17 | Västtyskland   | 1983 |
| 18 | Österrike      | 1983 |
| 19 | Holland        | 1983 |
| 20 | Belgien        | 1983 |
| 21 | Storbritannien | 1983 |
| 22 | San Marino     | 1983 |

| Nr | Grand Prix | År   |
| -- | ---------- | ---- |
| 1  | Venezuela  | 1978 |
| 2  | Holland    | 1978 |